# Loch Eynort (vik i Storbritannien, Eilean Siar)
Loch Eynort är en vik i Storbritannien.   Den ligger i kommunen Yttre Hebriderna och riksdelen Skottland, i den nordvästra delen av landet, 800 km nordväst om huvudstaden London.